# Spanische Futsalnationalmannschaft der Frauen
Die spanische Futsalnationalmannschaft der Frauen (span.: Selección femenina de fútbol sala de España) ist eine repräsentative Auswahl spanischer Futsalspielerinnen. Die Mannschaft vertritt den spanischen Fußballverband bei internationalen Begegnungen. Als beste Resultate stehen zwei zweite Plätze bei den Weltmeisterschaften 2011 und 2013 zu Buche.

## Geschichte
Die Spanische Futsalnationalmannschaft der Frauen feierte ihr Länderspieldebüt am 21. November 1997, im Zuge eines Turniers in Elche, gegen die Ukraine, das mit einem 7:1-Sieg der Ibererinnen endete. Da es bis zum Jahr 2010 keine offiziellen Wettbewerbe im Damen-Futsal gab, bestritt das Team in der Folge vor allem Freundschaftsspiele und kleinere Turniere. Im Dezember 2010 ging die erste Weltmeisterschaft in Torrejón de Ardoz und Alcobendas über die Bühne. Nach Siegen in den Gruppenspielen gegen Russland, Guatemala und Japan, scheiterten die Spanierinnen im Halbfinale mit 3:4 an Portugal. Den Titel gewannen die Brasilianerinnen durch ein 5:1 im Endspiel. Ein Jahr darauf erreichten die Spanierinnen bei der WM 2011 nach einem 4:3 Halbfinalsieg gegen Portugal das Endspiel, wo die Auswahl mit 3:4 nach Verlängerung an Turniergastgeber Brasilien scheiterte. Bei der Weltmeisterschaft 2012 in Portugal verloren die Spanierinnen im Halbfinale nach Elfmeterschießen gegen die Portugiesinnen, im Spiel um Platz drei setzte sich das Team mit 1:0 gegen Russland durch. Ein Jahr darauf sollte das Turnier in San Cristóbal (Venezuela) stattfinden, wegen logistischer Probleme verlegte die FIFA den Wettbewerb letztlich jedoch nach Spanien, wo die Spiele in Alcázar de San Juan und Ciudad Real ausgetragen wurden. Die Ibererinnen bestritten erneut ein starkes Turnier und gewannen ihre Gruppenspiele gegen Portugal, Japan sowie Costa Rica. Im Halbfinale setzte sich die Auswahl mit 4:1 gegen Russland durch und zog somit zum zweiten Mal in ein WM-Endspiel ein. Dieses verlor das Team jedoch, wie schon zwei Jahre zuvor, gegen Brasilien, das sich mit 2:1 durchsetzen konnte.

## Resultate
Weltmeisterschaften
- 2010 – Halbfinale
- 2011 – 2. Platz
- 2012 – 3. Platz
- 2013 – 2. Platz
- 2014 – 3. Platz
- 2015 – 3. Platz

Europameisterschaften
- 2019 – 1. Platz